# 库尔德斯坦地区政府
库尔德斯坦地区政府（：‎；阿拉伯语：‎）是伊拉克库尔德斯坦法律制度的官方统治机构，通常被称为伊拉克库尔德斯坦或大库尔德斯坦国家的南部和巴苏尔库尔德斯坦部分。
内阁由多数党或名单选出，他们也选出了伊拉克库尔德斯坦地区的总理。
伊拉克库尔德斯坦总统由该地区的选民直接选举产生，是内阁和国家元首的代表，他将行政权力下放给内阁。
伊拉克库尔德斯坦总理传统上是立法机构的负责人，但也与总统分享行政权力。
伊拉克库尔德斯坦总统也是自由斗士武装部队的总司令。
这是伊拉克库尔德人控制区的武装力量。
另一方面，议会通过传统的多数票制定并通过法律，因此总统有权否决任何法案。